# Pietro Accardi
Pietro Accardi (ur. 12 września 1982 w Palermo) – włoski piłkarz występujący na pozycji lewego lub środkowego obrońcy.

## Kariera klubowa
Od 1997 roku Pietro Accardi trenował w młodzieżowej drużynie US Palermo. Następnie został wypożyczony do klubu SC Marsala, dla którego w sezonie 1999/2000 rozegrał 14 spotkań w Serie C1. Następnie Włoch powrócił do Palermo. Nie wystąpił w żadnym z ligowych meczów, natomiast jego drużyna awansowała do Serie B. Dopiero podczas kolejnych rozgrywek Accardi dostał szansę debiutu w ekipie „Aquile”, a sezon zakończył z 3 występami na koncie. W kolejnych 2 latach gry Palermo w Serie B włoski zawodnik był podstawowym zawodnikiem swojej drużyny. Gdy w sezonie 2003/2004 sycylijski zespół awansował do Serie A, Accardi stracił miejsce w wyjściowej jedenastce. W pierwszej lidze zadebiutował 6 stycznia 2005 roku w przegranym 0:1 meczu z Regginą Calcio. 24 listopada Accardi po raz pierwszy wystąpił natomiast w rozgrywkach Pucharu UEFA, a Palermo zremisowało 1:1 z Espanyolem Barcelona.
W lipcu 2006 roku Accardi odszedł do Sampdorii. Trafił do niej razem z Christianem Terlizzim w zamian za Aimo Dianę. W nowym klubie wychowanek Palermo regularnie zaczął dostawać szanse występów. 16 marca 2008 roku w pojedynku z Calcio Catania strzelił swojego pierwszego gola dla Sampdorii. 16 sierpnia 2007 roku Accardi doznał kontuzji w meczu Pucharu UEFA z Hajdukiem Split, która wykluczyła go z gry na 4 miesiące. Zawodnikiem Sampdorii był do roku 2012. Następnie występował w Brescii oraz Empoli FC, gdzie w 2014 roku zakończył karierę.